# Акчуріна-Муфтієва Нурія Мунірівна
Акчуріна-Муфтієва Нурія Мунірівна (нар. 5 січня 1958, м. Наманган, тепер Узбекистан) — українська науковиця, доктор мистецтвознавства.

## З життєпису
Освіта — Самаркандський державний архітектурно-будівельний інститут (1980), аспірантура ЗНДІЕП (Москва, 1986), докторантура ІМФЕ НАН України (2007).
Працювала викладачкою у Таджицькому політехнічному інституті (1986—1992), на посаді доцента у Самаркандському державному архітектурно-будівельному інституті (1992—1996), в Кримському інженерно-педагогічному університеті викладачем (з 1997).
Кандидат архітектури (1987). Доктор мистецтвознавства (2009).

## Праці
Авторка близько 70 публікацій. Монографії:
- Терминологический словарь крымскотатарского декоративно-прикладного искусства / Нурия Акчурина-Муфтиева ; [науч. ред. М. Селивачев]. — Симферополь: [Крымучпедгиз], 2007. — 120 с.
- Акчурина-Муфтиева, Н. М. Декоративно-прикладное искусство крымских татар XV — первой половины ХХ вв.: (Этапы развития, типология, стилистика, художественные особенности): монография / Н. М. Акчурина-Муфтиева; КИПУ, Ин-т искусствоведения, фольклористики и этнологии им. М. Рыльского НАН Укр.; отв. за вып. Н. Р. Караманов. — Симферополь: ОАО «Симфероп. гор. тип.» (СГТ), 2008. — 392 с.
  - Історія українського мистецтва (видання)